# Буль-Кайпановский сельсовет
Буль-Кайпановский сельсовет — муниципальное образование в Татышлинском районе Башкортостана.
Административный центр — деревня Буль-Кайпаново.

## История
Согласно Закону о границах, статусе и административных центрах муниципальных образований в Республике Башкортостан имеет статус сельского поселения.
В 2008 году в состав сельсовета вошёл Маматаевский сельсовет.
Закон Республики Башкортостан от 19.11.2008 № 49-з «Об изменениях в административно-территориальном устройстве Республики Башкортостан в связи с объединением отдельных сельсоветов и передачей населённых пунктов» гласил:

 
"Внести следующие изменения в административно-территориальное устройство Республики Башкортостан:
41) по Татышлинскому району:
объединить Буль-Кайпановский и Маматаевский сельсоветы с сохранением наименования «Буль-Кайпановский» с административным центром в селе Буль-Кайпаново.
Включить села Старокайпаново, Старочукурово, деревни Маматаево, Карманово Маматаевского сельсовета в состав Буль-Кайпановского сельсовета.
Утвердить границы Буль-Кайпановского сельсовета согласно представленной схематической карте.
Исключить из учётных данных Маматаевский сельсовет;

## Население
| 2002  | 2009  | 2010  | 2012  | 2013  | 2014  | 2015  |
| ----- | ----- | ----- | ----- | ----- | ----- | ----- |
| 2187  | ↘2161 | ↘1975 | ↘1958 | ↘1905 | ↘1896 | ↘1854 |
| 2016  | 2017  | 2018  |       |       |       |       |
| ↘1828 | ↘1769 | ↘1759 |       |       |       |       |

## Состав сельского поселения
| № | Населённый пункт | Тип населённого пункта       | Население |
| - | ---------------- | ---------------------------- | --------- |
| 1 | Буль-Кайпаново   | село, административный центр | ↘682      |
| 2 | Новокайпаново    | село                         | ↘485      |
| 3 | Старокайпаново   | село                         | ↘357      |
| 4 | Маматаево        | деревня                      | ↘313      |
| 5 | Старочукурово    | село                         | ↘101      |
| 6 | Карманово        | деревня                      | ↘37       |

## Известные уроженцы
- Гали Чокрый (8 января 1826 — 10 декабря 1889) — башкирский и татарский поэт XIX века, просветитель[18][19].
- Кииков, Гарифулла Мухаметгалиевич (4 апреля 1861 — сентябрь 1918) — башкирский поэт-просветитель, публицист, учёный-историк[20][21].